# Clariana de Cardener
Clariana de Cardener – gmina w Hiszpanii, w prowincji Lleida, w Katalonii, o powierzchni 40,71 km². W 2011 roku gmina liczyła 142 mieszkańców.